# Neftchala
Neftchala (en azerí: Neftçala) es una localidad de Azerbaiyán, capital del raión homónimo.
Se encuentra a una altitud de -26 m sobre el nivel del mar. 

## Demografía
Según estimación 2010 contaba con 20510 habitantes.